# أريلد أوستبو
أريلد أوستبو (بالنرويجية البوكمول: Arild Østbø)‏ هو لاعب كرة قدم نرويجي في مركز حراسة المرمى، ولد في 19 أبريل 1991 في ستافانغر في النرويج. شارك مع Norway national under-15 association football team ‏ ومنتخب النرويج تحت 16 سنة لكرة القدم ومنتخب النرويج تحت 17 سنة لكرة القدم ومنتخب النرويج تحت 19 سنة لكرة القدم ومنتخب النرويج تحت 21 سنة لكرة القدم. أما مع النوادي، فقد لعب مع نادي ساربسبورغ 08 ونادي ستارت ونادي فيكينغ.

## وصلات خارجية
- أريلد أوستبو على موقع اتحاد النرويج (النرويجية)
- أريلد أوستبو على موقع قاعدة بيانات كرة القدم.إي يو (الإنجليزية)
- أريلد أوستبو على موقع Soccerbase.com (لاعب) (الإنجليزية)
- أريلد أوستبو على موقع Soccerway.com (الإنجليزية)